# John Lee (Politiker, 1788)
John Lee (* 30. Januar 1788 bei Frederick, Maryland; † 17. Mai 1871 in New York City) war ein US-amerikanischer Politiker. Zwischen 1823 und 1825 vertrat er den Bundesstaat Maryland im US-Repräsentantenhaus.

## Werdegang
John Lee war der Sohn von Gouverneur Thomas Sim Lee (1745–1819). Er genoss eine private Schulausbildung und studierte danach an der Harvard University. Nach einem anschließenden Jurastudium wurde er als Rechtsanwalt zugelassen; er hat aber nicht in diesem Beruf gearbeitet. Stattdessen bewirtschaftete er sein Anwesen Needwood im Frederick County. Ursprünglich war Lee Mitglied der Föderalisten. Später schloss er sich der Demokratisch-Republikanischen Partei an. Innerhalb dieser Partei gehörte er zur Bewegung um den späteren Präsidenten Andrew Jackson.
Bei den Kongresswahlen des Jahres 1822 wurde Lee im vierten Wahlbezirk von Maryland in das US-Repräsentantenhaus in Washington, D.C. gewählt, wo er am 4. März 1823 die Nachfolge von John Nelson antrat. Dort konnte er bis zum 3. März 1825 eine Legislaturperiode absolvieren. Er leitete das Organisationskomitee für den Besuch des Marquis de La Fayette. Nach dem Ende seiner Zeit im US-Repräsentantenhaus saß Lee im Abgeordnetenhaus von Maryland und im Staatssenat. Außerdem war er für die Chesapeake & Ohio Canal Co. und die Baltimore and Ohio Railroad tätig. Ansonsten bewirtschaftete Lee weiterhin seine Farm.  Er starb am 17. Mai 1871 während eines Besuchs in New York und wurde in Baltimore  beigesetzt.